# Cá mắt trăng
Hiodon tergisus, cá mắt trăng, là một loài cá nước ngọt phổ biến rộng rãi trên khắp miền đông Bắc Mỹ.

## Mô tả

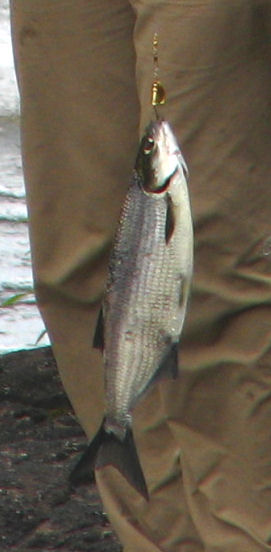
Cá mắt trăng bắt tại công viên tỉnh Quetico, Ontario

H. tergisus đặc trưng bởi bề ngoài màu bạc của nó, cơ thể rắn chắc và vây hậu môn của nó kéo dài từ hậu môn tới vây chậu. Cá mắt trăng trưởng thành đạt chiều dài trung bình 29,8 xentimét (11,7 in) và có thể dài tới 45 xentimét (18 in).  Cân nặng trung bình là 226 gam (8,0 oz).